# Cymbeline

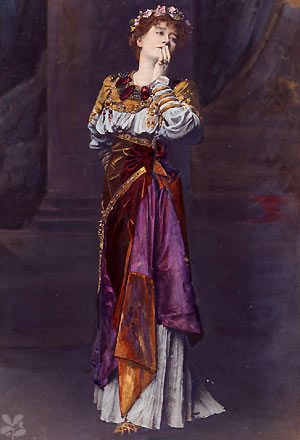
Imogen

Cymbeline (originaltitel Cymbeline) är en tragedi av William Shakespeare, baserad på legenden om den tidige keltiske kungen Cunobelin. Cymbeline brukar tillsammans med En vintersaga, Pericles och Stormen räknas till sagospelen (romances). Cymbeline och Pericles är de försonande sluten till trots klassade som tragedier, medan En vintersaga och Stormen hör till komedierna. Alla fyra är till sin karaktär tragikomiska.

## Tillkomsthistoria

### Datering
Ögonvittnet Simon Forman rapporterar att han sett Cymbeline i april 1611 och pjäsen tros inte ha skrivits långt innan dess. Den tros vara skriven efter de andra sagospelen En vintersaga och Pericles som liksom de tidigare Timon av Aten, Coriolanus och Antonius och Cleopatra alla bygger på Plutarkos, vilket Cymbeline inte gör.

### Pjäsens källor
Cymbeline innehåller tre sammanflätade intrigtrådar: Cymbelines mellanhavanden med romarna, vadslagningen om Imogens dygd samt följderna av Belarius landsflykt.
Historien om kung Cymbeline och hans vägran att erlägga tribut till romarna, liksom historien om Belarius landsflykt är hämtade från fyra olika källor: Raphael Holinsheds Chronicles of England, Scotland, and Ireland, som utkom första gången 1578 och trycktes på nytt 1585; poemsamlingen A Mirror for Magistrates som kom 1555 och då särskilt Thomas Blenerhassets Guidericus och John Higgins fyra tragiska poem från upplagan 1587; Robert Fabyans New Chronicle of England and France från 1516 och Edmund Spensers episka poem The Faerie Queene från 1590.
Stommen till intrigen med kung Cymbeline som förskjuter sin dotter när hon gifter sig med den i kungens ögon ovärdige Posthumus är hämtad från den anonyma pjäsen The Rare Triumph of Love and Fortune som spelades 1582 och publicerades 1589. Även där är den bannlyste älskaren uppfödd som understödstagare vid hovet, båda innehåller en tölpaktig broder, båda innehåller den romerske gudakonungen Jupiter som används som deus ex machina. Från denna äldre pjäs har Shakespeare alltså hämtat den inledande situationen liksom de pastorala scenerna samt sista akten. Men dess intrig var oorganisk och godtycklig, utan nödvändiga komplikationer och dramatisk spänning. Den saknade även en stadig bakgrundshistoria.
Vadslagningen mellan Posthumus och Iachimo om Imogens kyskhet är hämtad från Giovanni Boccaccios Decamerone, andra dagens nionde berättelse Ginevra. Intrigen återfinns även i den anonyma Frederycke of Jennen som översattes från holländska 1520 och publicerades på nytt 1560. Det mest uppseendeväckande med Posthumus karaktär är att han ångrar att han önskat livet ur sin fru Imogen framför att försöka dra lärdom av bevisen på hennes oskuld. Detta kommer snarare från Frederycke of Jennen än Decamerone.
Inspiration anses också ha hämtats från Francis Beaumonts och John Fletchers succépjäs Philaster från före 1611. Mindre källor till olika detaljer kan ha varit William Warners poem Albion's England från 1586 och de anonyma pjäserna Gorboduc (1561), King Leir (även förlaga till Kung Lear) (1594), Locrine (1594) och Mucedorus som hade en repris 1607.
Forskare tror att valet att skriva en pjäs om Cunobelin-stoffet har med kung Jakob I:s roll som fredsskapare och kungadömets enande att göra. Cunobelins regeringstid inföll under Pax Romana, den romerska freden under kejsar Augustus regeringstid. I pjäsen beslutar Cymbeline att avlägga tribut till romarna trots den engelska segern över den romerska hären. Rollfigurerna Imogen och Posthumus är namngivna efter hustrun och farfadern till Brut, Britanniens mytologiska grundare. Valet av det antika Britannia som spelplats tros vara en anpassning till Jakob I:s strävan att ena England och Skottland. Även valet av Milford Haven i Wales som landstigningsplats för hjälten Posthumus tycks vara en flirt med Jakob I som var beskyddare för Shakespeares trupp, King's Men. Milford Haven var platsen där Henrik VII landsteg innan han segrade över Rikard III och grundade Tudordynastin, Jakob I:s dynasti, på Englands tron, och Jakob hade nyligen utsett äldste sonen Henry till prins av Wales.

### Tryckningar och text
Första gången pjäsen publicerades var 1623 i First Folio, den första samlingen av nästan alla Shakespeares pjäser (37 av dem, två saknas) som sammanställdes av Shakespeares skådespelarkollegor John Heminges och Henry Condell och publicerades av Edward Blount och Isaac Jaggard. Ögonvittnet Simon Forman påstår sig ha sett en pjäs med rollfiguren Innogen, vilket också är namnet hos Holinshed. Imogen tros därför ha varit en felskrivning. Man tror att folioupplagan grundas på ett manus av den professionelle skrivaren Ralph Crane och att denne i sin tur använt versioner av andra skrivare, ursprungligen grundade på antingen Shakespeares handskrivna original eller en sufflörs exemplar. För övrigt anses folioupplagan vara en trovärdig version av hög kvalitet.

## Handling

### Resumé
Intrigen är synnerligen invecklad och har drag som återkommande förekommit i Shakespeares tidigare pjäser. Cymbeline är vasall under kejsar Augustus. Hans dotter Imogen gifter sig i hemlighet med Posthumus, vilket Cymbeline upptäcker och ogillar eftersom det gör Posthumus till arvtagare av tronen. Cymbelines båda söner Guiderius och Arvirargus har rövats bort av Belarius tjugu år tidigare. Under påverkan av sin hustru drottningen har Cymbeline slutat erlägga tribut till kejsaren.
Drottningen konspirerar även för att hennes son i ett tidigare äktenskap, Cloten, skall få gifta sig med Imogen och bli kung. Drottningen planerar även att mörda både Cymbeline och Imogen. Hon beställer ett gift av läkaren Cornelius, men denne byter ut det dödliga giftet mot ett som åstadkommer skendöd för en tid.
Posthumus flyr till Rom där Iachimo slår vad med honom om Imogens dygd. Iachimo får Posthumus ring som han fått av Imogen. Posthumus skriver ett brev till henne och uppmanar henne att möta honom vid Milford Haven. Han skriver även ett brev till sin tjänare Pisanio där han avslöjar Iachimos planer. Pisanio avslöjar planerna för Imogen som klär ut sig till pojke, tar namnet Fidele ("Trogen") och beger sig till Milford Haven.
Den romerske ambassadören Lucius varnar Cymbeline för kejsarens vrede om han inte börjar avlägga tribut. Cloten klär ut sig i Posthumus kläder och planerar att mörda Posthumus när denne anländer till Milford Haven. Därpå planerar han att våldta Imogen ovanpå Posthumus lik innan han gifter sig med henne.
Under sin återresa träffar Posthumus på Guiderius och Arvirargus utan att förstå vilka de är. De tre träffar först på Fidele och hänförs av hennes skönhet. De träffar även på Cloten som förolämpar dem så att det blir gräl mellan honom och Guiderus, som dödar Cloten och skär av honom huvudet. Fidele tar det falska giftet och blir levande död. Guiderus placerar Clotens lik intill henne och när hon vaknar tror han att det är Posthumus eftersom Cloten bär dennes kläder.
Posthumus ansluter till de romerska trupperna som går till anfall mot Cymbelines. Han tillfångatas av Cymbeline som tror att han är en romersk soldat. Både Posthumus, Fidele, Lucius och Jachimo döms till döden. Cornelius anländer och meddelar att drottningen dött. Cymbeline hejdar sig och reflekterar över Fideles skönhet samtidigt som han tycker att hon ser bekant ut. Han beslutar sig för att skona henne och ge henne en fördel. Fidele känner igen ringen på Iachimos finger och frågar var han fått den ifrån. Iachimo avslöjar sanningen och Posthumus träder fram för att bekräfta vad som sagts. Fidele känner igen honom och kastar sig om hans hals. Posthumus tror fortfarande att Fidele är en yngling och stöter honom ifrån sig. Pisanio berättar då hur allt hänger ihop och Belarius erkänner Guiderius och Arvirargus rätta identitet. Då arvsföljden är återställd blir Imogen fri att gifta sig med Posthumus. Till slut beslutar Cymbeline att avlägga sin tribut till kejsaren.

### Kända citat
Pjäsens mest kända citat är sorgesången i fjärde aktens andra scen, som börjar "Fear no more the heat of the sun":
| ”                                                      | Räds ej mer solens strålars spjut och den stormande vintertiden; nu är din strid i världen slut och du har gått hem till friden. Gyllne gossar och flickor små som sotare skall aska nå. | „ |
| – Guiderius, akt IV scen 2, Åke Ohlmarks översättning. | |   |

## Analys

### Teman och motiv
Liksom de övriga sagospelen förenar Cymbeline temat prövning-försoning-slutlig lycka med motiv ända från hellenistisk tid och gamla folksagomotiv. Liksom i folksagorna förekommer förklädnader som gör personerna oigenkännliga för varandra. Historierna om Cymbelines tre moderlösa barn och då särskilt dottern Imogen som plågas svårt av sin elaka styvmor vilar på folksagans grund.
Pjäsen blandar feodal miljö från keltisk och romersk tid med en borgerlig renässansmiljö. Till den senare hör de upprepade motiven om köpslående och ädelstenar. På så vis definierar Shakespeare såväl andliga och moraliska som materiella värden. Metoden att gradvis trassla ut lösa trådar blir till en ritual av försoning och förlåtelse. Livet i en orörd natur och bland gammaldags enkla och hederliga människor ställs mot det sofistikerade och fördärvade hovlivet.
Shakespeare återanvänder motiv från tidigare pjäser: Julias skendöd till följd av gift i Romeo och Julia; Othellos och Troilus (i Troilus och Cressida) svartsjuka och Kung Lears förskjutande av dottern Cornelia. Dottern klär ut sig till yngling, precis som Rosalind i Som ni behagar, Viola i Trettondagsafton och Julia i Två ungherrar i Verona; en fegis och tillika bedräglig och löjeväckande friare återfinns i Två ungherrar i Verona; en brottslig drottning som blir sinnessjuk precis som i Macbeth; en kvinna som tros vara död men befinns vara vid liv finns i både Förvillelser, Mycket väsen för ingenting och En vintersaga.

### Stildrag
Handlingen är Shakespeares mest eklektiska och intrikata. Sista scenen innehåller Shakespeares mest utstuderade serie av avslöjanden, igenkänningar och överraskningar. Hela pjäsen kännetecknas av en brokig stilblandning, den är därför svår att genrebestämma. Ögonvittnet Simon Forman beskriver de hastiga skiftena i intrigen, hur oförnuftet regerar och hur försynen ingriper i handlingen. Efter den burleska och parodiska scenen i fjärde aktens andra scen där Imogen/Fidele misstar Clotens halshuggna kropp för Posthumus och omfamnar den återförs publiken omedelbart till allvaret i och med att den romerska armén gör entré och en siare förutspår dess seger. Siarens vision om hur romarna förs till seger av Jupiters örn har en direkt parallell i Posthumus dröm i femte aktens femte scen där guden på ryggen av sin örn besöker honom tillsammans med hans avlidna släktingar, vilket tillsammans bäddar för den kommande återföreningen och ger den en aura av uppenbarelse. Jupiters uppenbarelse är avgörande för återföreningen, samtidigt som scener likt denna var högsta mode i underhållningen vid hovet. Komplexiteten i handlingen understöds av formens ovanliga täthet, liksom det stora antalet hoptrasslade nystan. Detta balanseras av de känslosamma partierna. Pjäsen är ett pussel av svårbestämda tonfall. Pjäsen kan beskrivas som en bro mellan romarpjäserna och de engelska krönikespelen. Den är också en länk mellan de pastorala sagospelen och tragedierna.
Texten är full av ordlekar som att två ljudlika ord följer på varandra: "Out, sword and to a sore purpose!" (Cloten, akt IV scen 1) där sword och sore uttalas likadant sånär som på d:et, vilket inte har någon motsvarighet i Åke Ohlmarks översättning: "Ut nu, mitt svärd, till sår och död!" En annan typ av ordvits bygger på att abrupt byta stämning mellan två repliker:
| ”                | CLOTEN: Would he had been one of my rank! SECOND LORD (aside): To have smelled like a fool. | „ |
| – akt II scen 1. |                                                                                             |   |

I Åke Ohlmarks översättning motsvaras detta av:
| ”                | CLOTEN: Hade vi bara haft samma ställning, så! 2. HERREN (avsides): Narrens ställning i så fall. | „ |
| – akt II scen 1. |                                                                                                  |   |

#### Versexempel
I fjärde aktens andra scen, när Imogen vaknar upp efter sin skendöda sömn och finner Clotens halshuggna kropp bredvid sig, finns flera exempel på hur blankversens tio stavelser räddas genom sammandragningar av vokaler:
| ”                        | Yes, sir, to Milford Haven; which is the way? — I thank you. — By yond bush? — Pray, how far thither? 'Ods pittikins! can it be six mile yet? I have gone all night. 'Faith, I'll lie down and sleep. But, soft! no bedfellow! — O gods and goddesses! (Seeing the body of Cloten.) These flowers are like the pleasures of the world; This bloody man, the care on't. I hope I dream; For so I thought I was a cave-keeper, And cook to honest creatures: but 'tis not so; | „ |
| – Imogen, act IV scene 2 | |   |

Första radens "Haven" uttalas "Hav'n"; fjärde radens "I have gone" blir "I've gone" liksom "I'll lie down" inte uttalas "I will lie down". Nästa exempel är knepigare - femte radens "goddessess" dras ihop så att de två kvinnliga ändelserna blir en. Det följande exemplet, åttonde radens "care on't" är en sammandragning av "Care on it" och slutligen, sista radens "But 'tis" är en sammandragning av "But it is". Allt som i vanligt tal. I svensk översättning blir allt helt annorlunda, där versen istället räddas av ofullständiga satser och staccatoartade cesurer:
| ”                                                   | Till Milford Haven ja. Men var går vägen? Å tack. - Bak dungen där? - Säg, hur långt dit? För Guds skull! Kan det vara en mil kvar? - Gått hela natten - lägger mig att sova. - Men: ingen sängkamrat! - Gudinnor, gudar! (Ser Clotens kropp.) Å, blommorna är lika världens fröjder, och liket här dess sorg. Jag drömmer väl? Jag tyckte att jag bodde i en grotta och redde mat åt hyggligt folk - allt av misstag, | „ |
| – Imogen, akt IV scen 2, Åke Ohlmarks översättning. | |   |

I samma scen finns ett exempel på  hur en cesur och två meningsslut på samma rad skapar illussionen av ett rim. Imogen säger: "Nothing to be were better. This was my master," I den enda spelade svenska översättningen är denna effekt förlorad: "(Ett intet, därest intet) / icke är mer än jag. Han var min husbond," (Åke Ohlmarks översättning). Däremot finns en liknande effekt hos Carl August Hagberg: "(Ett intet är jag; det är mycket bättre) / Än vara det jag är. - Han var min herre,"

### Kritik
1700-talets kommentatorer hängde upp sig på handlingens oregelbundenhet, vilket även utgjorde rättesnöre för tidens adaptioner.
 Mest känt är författaren Samuel Johnsons utbrott 1765: "Det är svårt att undgå dårskapen i fiktionen, absurditerna i utförandet, förvirringen i namngivningen och blandningen av vanor från olika tidsepoker, lika väl som hur omöjligt det är att infoga händelserna i något som helst system, hur meningslöst det är att slösa kritik på eftergifterna mot enfalden, på brister som till och med är alltför uppenbara och för plumpa för att väcka förargelse." Detta till trots valde 1700-talets konstnärer och illustratörer gärna motivet från när Iachimo smygtittar på Imogen.
Under den viktorianska tiden förlät kritikerna gärna pjäsens påstådda brister för Imogens gripande öde. 1864 skrev Thomas Kenny att hon utan tvivel var en av Shakespeares mest utsökta kvinnliga skapelser.
1900-talets kritiker har varit mer benägna att förklara pjäsens egenheter med anpassning till de politiska förhållandena under kung Jakob I samt med att pjäsen hörde hemma i den sista fasen i Shakespeares skapande; det tragikomiska experimenterandet med chockverkan hos diverse orimligheter liksom det självmedvetna återanvändandet av motiv från tidigare pjäser. Allt detta är tekniker som förekommit på mindre uppseendeväckande vis i de övriga sena pjäserna.
Den engelske skådespelaren och teaterledaren Harley Granville-Barker menade 1946 att Shakespeare varit håglös när han skapade Cymbeline. George Bernard Shaw tyckte att överraskningarna i slutakten inte överraskade någon. Den svenske litteraturprofessorn och Shakespearekännaren Erik Frykman tyckte att Shakespeare lyckades dåligt med både händelseförlopp och konfliktteckning.

## Översättningar till svenska
Cymbeline finns i fem svenska översättningar. 1849 kom Carl August Hagbergs översättning, ingående i Shakspere's dramatiska arbeten. Bd 6. Per Hallströms översättning kom 1929 i Shakespeares dramatiska arbeten. Sagospel, Bd 1. 1960 gavs Nils Molins översättning ut med titeln Cymbeline - ett sagospel. Åke Ohlmarks översättning 1962 ingick i samlingsbandet Tragedier. 2016 kom Jan Ristarps översättning i en samlingsvolym tillsammans med Stormen.

## Uppsättningar
Ögonvittnet Simon Forman rapporterar att han sett Cymbeline i april 1611. Han talar inte om var han såg pjäsen men specialeffekter i femte aktens femte scen indikerar att den skrivits för inomhusbruk och då i så fall the Blackfriar's theatre. Detta är ett av få ställen där Shakespeare ställer krav på scenens utformning. I femte aktens fjärde scen finns scenanvisningen: "Jupiter nedstiger i blixt och dunder, sittande på en örn. Han kastar sin åskvigg, och andarna sjunker på knä." (Åke Ohlmarks översättning.) Man vet att pjäsen spelades vid hovet 1634 inför kung Karl I och hans drottning Henrietta Maria. Under Shakespeares livstid var Cymbeline en populär pjäs.
Pjäsen har spelats ganska sällan. Det var David Garrick som 1741 återförde Shakespeares original till scenen, efter att pjäsen endast spelats i adaptioner efter hans död. Garrick gjorde från 1761 Posthumus till en av sina paradroller. Därefter togs rollen över av John Philip Kemble mot Sarah Siddons. Under 1800-talet spelades Imogen av Helena Faucit i nära trettio år. 1896 spelades Imogen av Ellen Terry mot Henry Irving som Iachimo. En uppmärksammad uppsättning var Barry Jacksons på Birmingham Repertory Theatre 1923. 1932 spelades Imogen av Peggy Ashcroft på Old Vic i London.
I modern tid gjorde Peter Hall en uppsättning på Shakespeare Memorial Theatre i Stratford-upon-Avon med Peggy Ashcroft på nytt som Imogen 1957. 1962 gjorde Bernard Levin en Brecht-inspirerad uppsättning hos Royal Shakespeare Company med Vanessa Redgrave som Imogen. En annan omtalad uppsättning av Royal Shakespeare Company är John Bartons från 1974 inspirerad av oljekrisen 1973. 1997 regisserades pjäsen av Adrian Noble för Royal Shakespeare Company. 2001 uppfördes pjäsen på the Globe Theatre med Mark Rylance och ytterligare en bemärkt uppsättning är Cheek by Jowls från 2007.

### Uppsättningar i Sverige
- 1988 Pistolteatern, översättning Åke Ohlmarks, regi Erik Appelgren
- 1989 Göteborgs stadsteater, översättning Åke Ohlmarks, regi Claes Lundberg

## Filmatiseringar
- 1925 regi Ludwig Berger
- 1981 regi Patrick Tucker (video)
- 1982 regi Elijah Moshinsky (TV)
- 2000 Cymbelin, regi Dieter Dorn (TV)
- 2014 regi Michael Almereyda, med Ethan Hawke & Ed Harris